# Lars Peter Hansen
Lars Peter Hansen (født 26. oktober 1952) er en amerikansk økonom. Han er professor ved University of Chicago og modtog Nobelprisen i økonomi i 2013 sammen med Robert Shiller og Eugene Fama. Han er primært kendt som økonometriker, men arbejder også inden for makroøkonomi, ikke mindst med sammenhængen mellem økonomiens finansielle og reale sektorer.
Lars Peter Hansen er amerikaner af dansk afstamning, idet hans tipoldeforældre Ole og Marie Hansen i sidste halvdel af 1800-tallet udvandrede fra Nordfyn til Utah. Han har været tilknyttet University of Chicago siden 1981, først som lektor, fra 1984 som professor.
Lars Peter Hansen er bedst kendt som manden, der har udviklet den økonometriske teknik GMM (Generalized method of moments), en særlig metode til at estimere en række økonomiske modeller, som kræver færre antagelser end andre metoder.